# مایکل گرین (فیزیکدان)
 مایکل گرین (انگلیسی: Michael Green؛ زاده ۲۲ مهٔ ۱۹۴۶) یک فیزیک‌دان اهل انگلستان است.
وی همچنین برنده جوایزی همچون جایزه دنی هینمن در فیزیک ریاضی شده است.